# سفارت برزیل در واشینگتن
سفارت برزیل در واشینگتن (به انگلیسی: Embassy of Brazil) یک منطقهٔ مسکونی و نمایندگی سیاسی این کشور در ایالات متحده آمریکا است که در واشینگتن، دی.سی. واقع شده‌است.